# Чьерне-над-Топлёу
Чьерне-над-Топлёу (словац. Čierne nad Topľou) — село и одноимённая община в округе Вранов-над-Топлёу Прешовского края Словакии.

## История
Впервые упоминается в 1399 году.
В селе есть римо-католический костел с 1792-1793 годов, построенная в стиле классицизма.

## Население
| Год:                | 1994 | 2004    | 2014    | 2024    |
| ------------------- | ---- | ------- | ------- | ------- |
| Количество человек: | 815  | 795     | 747     | 711     |
| Разница:            |      | −2,45 % | −6,03 % | −4,81 % |

Национальный состав населения (по данным последней переписи населения 2001 года):
- словаки — 98,88 %,
- русины — 0,62 %,
- чехи — 0,25 %,
- украинцы — 0,12 %,
- немцы — 0,12 %.

Состав населения по принадлежности к религии состоянию на 2001 год:
- протестанты — 77,52 %,
- римо-католики — 17,02 %,
- греко-католики — 3,35 %,
- православные — 0,12 %,
- не считают себя верующими или не принадлежат к одной конфессии — 0,62 %.